# Żabi Koń
Der Simonturm (polnisch Żabi Koń, slowakisch Žabí kôň, ungarisch Simon-torony) ist ein Berg in der Hohen Tatra mit einer Höhe von 2251 m n.p.m. an der polnisch-slowakischen Grenze.

## Lage und Umgebung
Unterhalb des Gipfels liegen die Täler Fischseetal mit dem Bergsee Czarny Staw pod Rysami im Norden (Polen) und Mengsdorfer Tal im Süden (Slowakei).
Der Żabi Koń liegt im Hauptkamm der Tatra. Nachbargipfel sind die Meeraugspitze (Rysy), in dessen Massiv sich der Gipfel befindet und von dem er durch den Pass Froschseejoch (Żabia Przełęcz) getrennt ist, und die von ihm durch den Bergpass Obere Froschseescharte (Żabia Przełęcz Wyżni) getrennte Froschseeturm (Żabia Turnia Mięguszowiecka) im Massiv des Ochsenrückens (Wołowy Grzbiet).

## Etymologie
Der Name Żabi Koń/Žabí kôň lässt sich als Froschpferd übersetzen. Der Name rührt daher, dass der Gipfel die Form des Kopfes der Schachfigur Springer bzw. Pferd hat und sich unweit des Berges die Froschseen befinden. Geläufig war auch der Name Simonturm nach seinem Erstbesteiger.

## Tourismus
Der Żabi Koń liegt auf keinem markierten Wanderweg. Er ist jedoch für Kletterer mit einer Genehmigung der Verwaltung eines der Nationalparks zugänglich. Als Ausgangspunkt für eine Besteigung eignen sich die Schutzhütten Schronisko PTTK nad Morskim Okiem und Schronisko PTTK w Dolinie Roztoki. Er gilt bei Kletterern als schwieriger Gipfel und ist daher als Herausforderung sehr beliebt. Lange galt der Aufstieg wegen der steilen Wände als unmöglich, später als sehr schwierig, insbesondere seine Nordwand. Auf ihr ist 1907 Jenő Wachter verunglückt. Sein Tod gilt als erster strikt alpiner Todesfall in der Tatra.

## Belege
- Zofia Radwańska-Paryska, Witold Henryk Paryski, Wielka encyklopedia tatrzańska, Poronin, Wyd. Górskie, 2004, ISBN 83-7104-009-1.
- Tatry Wysokie słowackie i polskie. Mapa turystyczna 1:25.000, Warszawa, 2005/06, Polkart, ISBN 83-87873-26-8.